# Knie (installatietechniek)

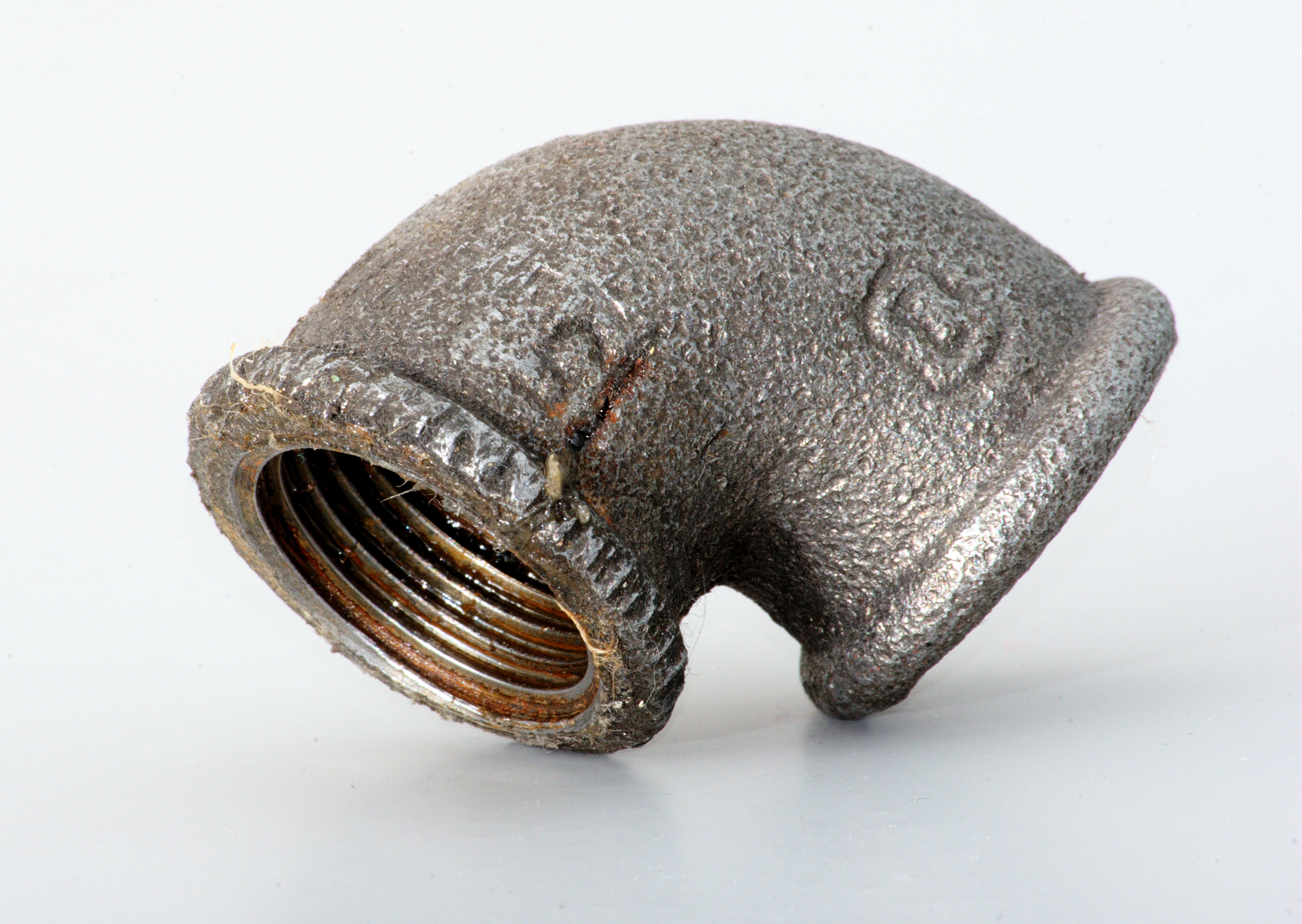
Knie voorzien van binnenschroefdraad

Een knie of kniestuk is in de installatietechniek een verbindingsstuk voor pijpen die een haakse hoek mogelijk maakt. Het is een pijpfitting die onder meer gebruikt wordt bij de aanleg van een installatie voor gas, water of cv.
De toepassing van een knie heeft als nadeel dat, als gevolg van de scherpe richtingsverandering, de stromingsweerstand veel groter is dan die van een fitting met een ruimere 90 graden bocht. Indien mogelijk verdient het buigen van een pijp zelfs de voorkeur.